# شاين بيكوك
شاين بيكوك هو كاتب وصحفي وكاتب للأطفال كندي، ولد في 25 فبراير 1957 في ثاندر باي في كندا.